# Vernonanthura cichoriifolia
Vernonanthura cichoriifolia là một loài thực vật có hoa trong họ Cúc. Loài này được (Chodat) H.Rob. miêu tả khoa học đầu tiên năm 1992.